# Brenda Asnicar
Brenda Daniela Asnicar (Buenos Aires, 17 de outubro de 1991) é uma atriz, cantora, compositora e bailarina argentina, que se destacou por interpretar Antonella Lamas, protagonista da telenovela Patito feo, do Disney Channel América Latina.

## Biografia e carreira

### 1991-2006: Primeiros anos e início da carreira artística
Brenda Asnicar nasceu em 17 de outubro de 1991 em Buenos Aires, Argentina. É filha de Adriana Mendoza e Gustavo Asnicar. Tem um irmão três anos mais velho, chamado Iván Asnicar. Durante sua infância, estudou no Centro Cultural Italiano em Villa Adelina, onde aprendeu a falar italiano e inglês com fluência.
Asnicar começou a trabalhar na televisão quando tinha onze anos de idade, ao ser selecionada entre cinco mil crianças para o coral de Cantaniño. Ao final de Cantaniño, em 2002, foi apresentadora de um programa de entretenimento chamado Versus junto com a atriz e apresentadora Jimena Cyrulnik. Em 2003, conduziu o programa Chicos argentinos no Canal 7. Sua participação no programa a permitiu de ter a oportunidade de gravar a trilha sonora, junto com as crianças do elenco e fazer  parte do show ao vivo, Tour Caminos 2006.

### 2006-2009:Patito Feoe reconhecimento internacional
Sua carreira como atriz teve início em 2007, com a telenovela argentina  Patito Feo onde ela interpretou a antagonista Antonella. A estréia ocorreu em 10 de abril de 2007 no canal El Trece na Argentina. Pelo fenomêno causado no país, foi transmitida pelo Disney Channel, e em mais de trinta países da América Latina, Europa e Oriente Médio, conseguindo quebrar recordes de audiência. A segunda e última temporada estreou em 23 de abril de 2008.
A novela marcou um antes e depois na história do Disney Channel (América Latina), inaugurando o gênero telenovela.
A novela foi nomeada aos Prêmios Emmy e recebeu prêmios como "Melhor Ficção Infantil" no Prêmio Martín Fierro de 2007. Seu papel no programa a transformou em um ídolo adolescente internacional, recebendo a nomeação dupla de "Revelação Feminina" nos Premios Clarín e Martín Fierro.

### 2010-2012:Sueña conmigo,Los ÚnicoseCorazón valiente
Em março de 2010, entrou para o elenco principal da série original da Nickelodeon Sueña conmigo, no papel de Núria Gómez, onde gravou três canções que foram publicadas nos álbuns da série. Graças a este personagem, Brenda foi nomeada como "Melhor atriz" nos Kids Choice Awards Argentina e como "Vilã favorita" nos Kids Choice Awards México.
Em novembro de 2011, participou da segunda temporada da série de televisão argentina de ação Los Únicos, interpretando Keira Beltrán. No mesmo ano,  participou do desfile da desenhista de moda argentina Verónica de la Canal, onde realizou um tributo a falecida artista britânica, Amy Winehouse.
Em 2012 foi chamada pelo Telemundo para interpretar a personagem Fabiola Arroyo em Corazón valiente., se mudando para Miami por um tempo. Pelo seu personagem, foi nomeada como "Melhor atriz coadjuvante" no Miami Life Awards em 2013.

### 2013-presente: Éxito comCumbia Ninja,Por amarte asíe novos projetos
Em 2013, foi escolhida pela FOX para protagonizar a série de televisão dramática Cumbia Ninja, interpretando o papel duplo de Juana Carbajal e Nieves. A série estreou em 5 de setembro de 2013, rompendo recordes de audiência na América Latina, Espanha, Bulgária, Polônia, Itália, Eslovênia e Estónia. A série colocou a FOX como líder na televisão durante sua transmissão. Pela sua participação na série, Asnicar se mudou para Bogotá, Colômbia, durante as gravações das três temporadas, onde aprendeu artes marciais, shaolín e teve que ter aulas de mandarim. Asnicar assumiu o personagem por completo, recebendo críticas positivas por sua interpretação na série.
A segunda temporada da série estreou em 2 de outubro de 2014 pela FOX. A terceira e última temporada estreou 29 de outubro de 2015. A série foi um desafio na carreira artística da atriz, porque se tratava de um papel totalmente diferente dos seus outros anteriores na televisão. Em sua faceta como cantora, fez parte da trilha sonora da série.
Em 2016, encarnou a personagem  Mercedes Olivetti em Por Amarte Así, telenovela da Telefe. A novela estreou em 14 de novembro de 2016.
Em novembro de 2018, confirmou que iria interpretar Gilda na série biográfica Gilda, la serie, baseada na vida da famosa cantora argentina. A série conta a história do ícone pop da música argentina e foi lançada no ano seguinte pela Netflix.
Em março de 2019, confirmou que faria parte do elenco principal da terceira temporada da série original de FX, Run Coyote Run, razão pelo qual se mudou para o México para rodar a série.

## Carreira musical

### 2007-2010:Patito feoe primeiros trabalhos como cantora
Em 8 de abril de 2007 houve o que seria o primeiro show ao vivo de Patito feo no Planetário Galileo Galillei em Buenos Aires. Durante o primeiro show, Asnicar interpretou algumas canções do primeiro álbum musical, Patito feo: La historia más linda, que recebeu o prêmio de "Melhor Álbum Infantil" nos Prêmios Gardel. O álbum inclui seu primeiro single, «Las Divinas». O single recebeu o disco de platina e foi ganhador nos Prêmios Gardel, por ser o tema com mais downloads do ano.
Em 15 de maio de 2007, Asnicar junto ao elenco de Patito feo abriu a turnê mundial High School Musical: El concierto no Estádio Antonio Vespucio Liberti, onde apresentaram algumas músicas da trilha sonora da novela.
Em 15 de setembro de 2007, estreou a primeira turnê da novela, Patito feo: La historia más linda no Teatro Gran Rex em Buenos Aires. Durante a estréia do primeiro show foi anunciando o  lançamento do segundo álbum homônimo. O álbum contém músicas como «Tango llorón», uma das canções com maior éxito da artista. A primeira turnê da novela foi finalizada depois de 72 funções e mais de 400.000 entradas vendidas na América Latina.
Em 19 de abril de 2008 foi celebrada a estréia mundial de Patito feo no Monumento de los españoles em Buenos Aires, onde foram gravadas algumas imagens para a novela e foi lançado o terceiro álbum musical, La vida es una fiesta.
Em 7 de fevereiro de 2009, estreou em Costa Rica a segunda turnê mundial, Patito feo: El Show más lindo, onde apresentaram algumas músicas dos álbuns musicais da trilha sonora. Depois de duas turnês musicais e um total de 92 funções, a artista conseguiu se apresentar diante de mais de 800.000 espectadores na América Latina.
Em 2010, Asnicar participou da trilha sonora da série original da Nickelodeon, Sueña conmigo, onde gravou três músicas, «Hablan de mí», «Siempre te esperaré» e «Hagas lo que hagas», incluidos nos álbuns, Sueña Conmigo: La canción de tu vida e Sueña conmigo 2.
Em 28 de outubro de 2010, foi convidada ao programa italiano Chi ha incastrato Peter Pan?, sendo sua primeira aparição na televisão na Itália, depois de finalizar Patito feo em 2009. Asnicar compartiu com o público detalhes sobre sua carreira artística e apresentou «Tango llorón» e «Las Divinas», durante a transmissão o programa conseguiu uma média de seis milhões de espectadores, alcançando 22'85% de share e conseguindo recorde de audiência para o programa italiano. Patito feo foi um fenomêno na Europa em audiência e listas de vendas. No fim de 2010, foi anunciada a quarta e última turnê da novela.

### 2011-2016:Antonella en Concierto con Brenda AsnicareCumbia Ninja
Em 2 de abril de 2011, estreou o primeiro show da última turnê da novela, Antonella en Concierto con Brenda Asnicar em Nápoles, que percorreu algumas cidades da Itália. Durante a turnê apresentou alguns singles compilados dos três álbuns da novela e apresentou pela primeira vez algumas canções inéditas como, «Ser Divina es algo especial», «¿Por qué a mí?», «Una vez me enamoré», «Nunca hay que dejar de soñar» e «Donde me llevé el corazón».
Em 17 de novembro de 2011, Asnicar apresentou uma versão de You Know I'm No Good, da cantora britânica Amy Winehouse, em homenagem a falecida artista. Em 23 de novembro de 2011, lançou seu primeiro single solo «Tus Juegos». Dois anos depois, apresentou «Salten como yo», seu segundo single, lançado em 5 de julho de 2013.
Em 2013, participou da trilha sonora da série de televisão da Fox Cumbia Ninja, interpretando algumas músicas, entre elas, «Ojos en la espalda», «Ceviche» e «El horóscopo dice», compilados no primeiro álbum Cumbia Ninja: Ojos en la Espalda, com Ricardo Abarca.
Em 2 de outubro de 2014, é lançado o segundo álbum musical junto com o lançamento da segunda temporada de Cumbia Ninja, onde interpretou «Subiré al infierno», em  colaboração com a dupla musical estadunidense Ha*Ash, «Inevitable» e «Soy tu dueño», entre outras músicas, que fizeram parte do segundo álbum Cumbia Ninja: Subiré al infierno. O terceiro e último álbum da série estreou em 29 de outubro de 2015, onde interpretou a maior parte do repertório, destacando «Fuera de foco», «Las manos en el fuego» e «Pasado editado». A série foi um éxito, destacando-se na música, superando mais de 144 milhões de visitas em seus canais oficiais do YouTube.

### 2017-2018:Una más en medio del billión
Em 7 de abril de 2017, participou da música «Ultracomunicación», junto ao cantor Lolo Fuentes. Em 1 de junho de 2017, apresenta «Una más en medio del billón», seu terceiro single independente, que pretende conscientizar sobre a violência de gênero e a denunciar o maltrato que sofrem as mulheres no mundo.
O single foi lançado depois da marcha Ni una menos, onde o coletivo feminista se manifesta contra do machismo, a qual a artista se juntou. Asnicar compartilhou no seu canal oficial do Youtube o vídeo musical que acompanhava o single, sendo censurado pela plataforma.
O vídeo representa um feminicídio, no qual ela interpreta a vítima, que foge das mãos de um homem em uma estrada de terra, enquanto ninguém a ajuda quando ela pede. Ela é pega e finalmente morta, sendo abandonada em um poço sangrento. «Estas imagens podem afetar sua sensibilidade. Qualquer semelhança com a realidade é porque isso acontece a cada 25 horas no meu país» começava declarando a artista no vídeo.

### 2018-presente:Vos Sos Dios
Em 31 de agosto de 2018, publicou o primeiro single «Vi Que Estás Ok» acompanhado de seu video musical e uma versão acústica como primeiro avanço de Vos Sos Dios. Em 13 de dezembro de 2018, quatro meses depois, publicou o segundo single «Tesoro» como outro avanço do álbum que seria lançado no próximo ano. No princípio de 2019, revelou que depois de tentar trabalhar com diferentes produtores, não se sentia confortável a respeito das imposições que as discográficas pretendian exercer sobre a temática e os gêneros que deveria se limitar na hora de gravar seu primeiro álbum de estúdio. Em 8 de maio de 2019, anunciou que lançaria seu primeiro álbum de estréia, Vos Sos Dios como artista independente.
Asnicar celebrou o ato de apresentação do seu álbum de estréia Vos Sos Dios nos Estudios Unísono, criado pela figura do rock latinoamericano argentina, Gustavo Cerati. A artista organizou uma noite privada para apresentar a obra até a imprensa e mostrar um avanço exclusivo das canções do álbum, com a participação do convidado especial Charly Garcia, com quem canta a versão de «You're So Vain», entre outras músicas. O álbum se posicionou no número um do iTunes da Argentina. Em 16 de junho de 2019, «Wacho» foi lançado como terceiro single do álbum.

## Filmografia
| Anos      | Programa          | Personagem               | Notas                                                      | Canal       |
| --------- | ----------------- | ------------------------ | ---------------------------------------------------------- | ----------- |
| 2001-2002 | Cantaniños        | Ela mesma                | Co.apresentadora                                           | El Trece    |
| 2003      | Versus            | Ela mesma                | Co.apresentadora                                           | Telefe      |
| 2003-2006 | Chicos Argentinos | Ela Mesma                | Apresentadora                                              | Telefe      |
| 2006-2007 | My Friends        | Suzyanna Estevez         | Elenco Principal                                           | Nickelodeon |
| 2007-2008 | Patito Feo        | Antonella Lamas Bernardi | (Antagonista Temporada 1) - (Protagonista Temporada 2)     | El Trece    |
| 2010-2011 | Sonha Comigo      | Nuria Gomez              | Antagonista Adicional                                      | Nickelodeon |
| 2011-2012 | Los Únicos        | Keira Bertran            | (Elenco Adicional Temporada 1) - (Antagonista Temporada 2) | El Trece    |
| 2012-2013 | Corazón valiente  | Fabiola Ferrara Arroyo   | Co-protagonista Adicional                                  | Telemundo   |
| 2013-2015 | Cumbia Ninja      | Juana Carabajal/Nieves   | Protagonista                                               | FOX         |
| 2016-2017 | Por amarte así    | Mercedes Olivetti        | Protagonista                                               | Telefe      |
| 2020      | Gilda, la serie   | Gilda                    | Protagonista                                               | Netflix     |

## Discografia

### Álbuns de estudio
- 2019: Vos Sos Dios

## Prêmios e indicações
| Ano  | Prêmio                                    | Categoria                  | Trabalho indicado | Resultado |
| ---- | ----------------------------------------- | -------------------------- | ----------------- | --------- |
| 2007 | Premio Martín Fierro                      | Revelação                  | Patito Feo        | Indicada  |
| 2007 | Premio Clarín                             | Revelação                  | Patito Feo        | Indicada  |
| 2011 | Nickelodeon Kids Choice Awards México     | Vilã favorita              | Sueña conmigo     | Indicada  |
| 2011 | Nickelodeon Kids' Choice Awards Argentina | Atriz favorita             | Sueña conmigo     | Indicada  |
| 2013 | Miami Life Awards                         | Melhor atriz de telenovela | Corazón valiente  | Indicada  |